# Primeiro Tempo 5x0
Primeiro Tempo 5X0 é o título do segundo álbum de estúdio do cantor, compositor e instrumentista brasileiro Taiguara, da cantora brasileira Claudette Soares e do trio de samba e bossa nova Jongo Trio, lançado no formato LP em 1966 no Brasil. O álbum resulta de um espetáculo ao vivo que, na época, rendeu atenção do público e da crítica. O espetáculo foi produzido e dirigido por Luiz Carlos Miele.
Em 2014, foi re-editado em formato compact-disc, pela gravadora Philips, no Japão.
Em 2019, Claudette Soares reuniu-se com Alaíde Costa para comemorar 60 anos de carreira. Dentre o repertório do espetáculo, contavam canções de Primeiro Tempo 5X0.

## Faixas
| Lado A |                                                         |                                                                      |         |  |
| N.º    | Título                                                  | Compositor(es)                                                       | Duração |  |
| 1.     | "Abertura / Samba Tempo"                                | Pingarilho/Marcos Vasconcellos                                       |         |  |
| 2.     | "Canto De Ossanha"                                      | Baden Powell/Vinicius de Moraes                                      |         |  |
| 3.     | "Tempo / A Banca Do Destino"                            | Ronaldo Bôscoli/Miéle/Billy Blanco                                   |         |  |
| 4.     | "Tempo De Humor (Talk) / Civilização"                   | Pingarilho/Marcos Vasconcellos                                       |         |  |
| 5.     | "Pra Você / Preciso Aprender A Ser Só / Estrada Do Sol" | Silvio César/Marcos Valle/Paulo Sérgio Valle/Tom Jobim/Dolores Duran |         |  |

| Lado B |                                            |                                                              |         |  |
| N.º    | Título                                     | Compositor(es)                                               | Duração |  |
| 6.     | "Mila"                                     | Roberto Menescal/Ronaldo Bôscoli                             |         |  |
| 7.     | "Tristeza"                                 | Haroldo Lobo/Niltinho Tristeza                               |         |  |
| 8.     | "Soneto Da Separação / Apêlo"              | Tom Jobim/Vinicius de Moraes/Baden Powell/Vinicius de Moraes |         |  |
| 9.     | "Tempo De Humor (Talk)"                    |                                                              |         |  |
| 10.    | "Por Um Amor Maior"                        | Francis Hime/Ruy Guerra                                      |         |  |
| 11.    | "Tempo De 5 X 0 (Talk) / Samba do Carioca" | Carlos Lyra/Vinicius de Moraes                               |         |  |

## Ficha Técnica

### Músicos
- Taiguara - voz
- Claudette Soares - voz

Jongo Trio
- Cido Bianchi - piano
- Sabá - contrabaixo
- Toninho - bateria

## Ligações Externas
- Primeiro Tempo 5X0 no sítio Discogs.
- Primeiro Tempo 5X0 no sítio Immub.